# Rally di Monza 2021

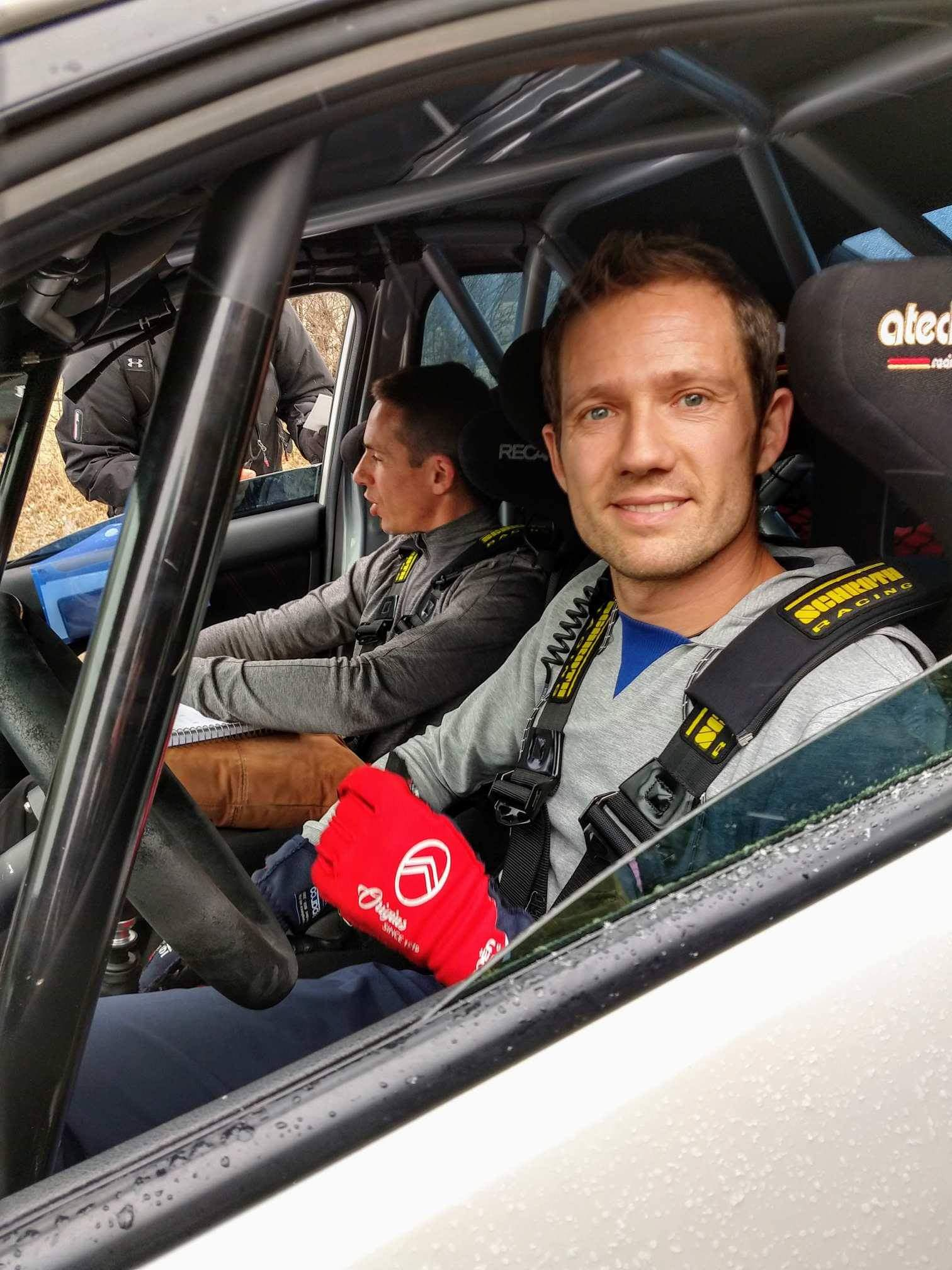
Sébastien Ogier e Julien Ingrassia, vincitori del Rally di Monza e del loro ottavo titolo mondiale.

Il Rally di Monza 2021, ufficialmente denominato FORUM8 ACI Rally Monza 2021, è stata la dodicesima e ultima prova del campionato del mondo rally 2021 nonché l'edizione 2021 del Rally di Monza e la seconda con valenza mondiale. La manifestazione si è svolta dal 19 al 21 novembre prevalentemente all'interno dell'Autodromo nazionale di Monza, sede del rally e dove fu allestito anche il parco assistenza per i concorrenti, mentre alcune prove speciali si svolsero sui tornanti delle Prealpi Bergamasche, a nord-est di Monza.
L'evento è stato vinto dal francese Sébastien Ogier, navigato dal connazionale Julien Ingrassia, al volante di una Toyota Yaris WRC della squadra ufficiale Toyota Gazoo Racing WRT, davanti alla coppia britannica formata dai compagni di scuderia Elfyn Evans e Scott Martin, e a quella spagnola composta da Dani Sordo e Cándido Carrera, alla guida di una Hyundai i20 Coupe WRC del team Hyundai Shell Mobis WRT. Con il successo ottenuto nel rally italiano, Ogier e Ingrassia si sono inoltre aggiudicati i titoli iridati piloti e copiloti per l'ottava volta nella loro carriera dopo i sei conquistati consecutivamente dal 2013 al 2018 e quello vinto nella stagione precedente, mentre la loro scuderia, il team ufficiale Toyota, ha vinto la classifica del campionato costruttori per la quinta volta nella sua storia. L'appuntamento di Monza fu inoltre l'ultima gara della carriera agonistica per Julien Ingrassia, il quale prese la decisione di ritirarsi qualche settimana prima, mentre lo stesso Ogier disputerà sempre con Toyota il campionato successivo in maniera parziale, non prendendo parte a tutti gli appuntamenti in calendario.
I finlandesi Jari Huttunen e Mikko Lukka, su Ford Fiesta Rally2 della squadra M-Sport Ford WRT, hanno invece conquistato la vittoria nella serie WRC-2, mentre il titolo copiloti è stato vinto dal norvegese Torstein Eriksen su Citroën C3 Rally2 della scuderia TRT World Rally Team; l'alloro piloti WRC-2 era già stato vinto con una gara di anticipo in Catalogna dal connazionale Andreas Mikkelsen su Škoda Fabia Rally2 Evo del team Toksport WRT, appartenente a un differente equipaggio. Nella serie WRC-3 il successo è invece andato all'equipaggio italiano composto da Andrea Crugnola e Pietro Elia Ometto alla guida di una Hyundai i20 N Rally2, mentre gli allori piloti e copiloti sono stati conquistati rispettivamente dal francese Yohan Rossel su Citroën C3 Rally2 e dal polacco Maciej Szczepaniak su Škoda Fabia Rally2 Evo, navigatore di Kajetan Kajetanowicz, sino all'ultimo rivale di Rossel per la conquista del titolo di categoria

## Dati della prova
| Denominazione ufficiale             | FORUM8 ACI Rally Monza 2021                             |
| Edizione N°                         | ND                                                      |
| Tappa N°                            | 12 di 12                                                |
| Data manifestazione                 | da venerdì 19/11/2021 a domenica 21/11/2021             |
| Sede ospitante                      | Autodromo nazionale di Monza, Monza (Lombardia, Italia) |
| Sede parco assistenza               | Autodromo nazionale di Monza, Monza                     |
| Superficie                          | Asfalto                                                 |
| Direttore di gara                   | Lucio De Mori                                           |
| Iscritti                            | 82                                                      |
| Partiti                             | 80                                                      |
| Arrivati                            | 67 (83,8%)                                              |
| Prove speciali                      | 16                                                      |
| Prova più breve                     | 10,29 km (PS7 e PS14: Grand Prix)                       |
| Prova più lunga                     | 24,93 km (PS9 e PS11: Selvino)                          |
| Prova più lenta                     | velocità media di 86,27 km/h (PS15: Serraglio 1)        |
| Prova più veloce                    | velocità media di 118,62 km/h (PS14: Grand Prix 2)      |
| Lunghezza prove speciali            | 253,18 km (37,5% della distanza totale km)              |
| Lunghezza complessiva trasferimenti | 422,48 km                                               |
| Distanza totale                     | 675,66 km                                               |
| Media oraria del vincitore          | velocità media di 95,5 km/h (253,18 km in 2h39'08"6)    |

## Itinerario
| Frazione            | Prova  | Ora    | Nome                                                       | Partenza                                                   | Arrivo                                                     | Lunghezza | Totale    |
| ------------------- | ------ | ------ | ---------------------------------------------------------- | ---------------------------------------------------------- | ---------------------------------------------------------- | --------- | --------- |
| Frazione 1 (19 nov) | PS1    | 07:31  | Gerosa 1                                                   | Val Brembilla                                              | Val Brembilla                                              | 10,96 km  | 105,41 km |
| Frazione 1 (19 nov) | PS2    | 08:16  | Costa Valle Imagna 1                                       | Sant'Omobono Terme                                         | Torre de' Busi                                             | 22,11 km  | 105,41 km |
| Frazione 1 (19 nov) | PS3    | 10:20  | Gerosa 2                                                   | Val Brembilla                                              | Val Brembilla                                              | 10,96 km  | 105,41 km |
| Frazione 1 (19 nov) | PS4    | 11:08  | Costa Valle Imagna 2                                       | Sant'Omobono Terme                                         | Torre de' Busi                                             | 22,11 km  | 105,41 km |
| Frazione 1 (19 nov) |        | 12:47  | Assistenza – Autodromo nazionale di Monza (40 min)         | Assistenza – Autodromo nazionale di Monza (40 min)         | Assistenza – Autodromo nazionale di Monza (40 min)         | –         | 105,41 km |
| Frazione 1 (19 nov) | PS5    | 13:45  | Cinturato 1                                                | Monza                                                      | Monza                                                      | 14,49 km  | 105,41 km |
| Frazione 1 (19 nov) |        | 14:07  | Assistenza (flexi) – Autodromo nazionale di Monza (15 min) | Assistenza (flexi) – Autodromo nazionale di Monza (15 min) | Assistenza (flexi) – Autodromo nazionale di Monza (15 min) | –         | 105,41 km |
| Frazione 1 (19 nov) | PS6    | 15:55  | Cinturato 2                                                | Monza                                                      | Monza                                                      | 14,49 km  | 105,41 km |
| Frazione 1 (19 nov) |        | 16:17  | Assistenza (flexi) – Autodromo nazionale di Monza (15 min) | Assistenza (flexi) – Autodromo nazionale di Monza (15 min) | Assistenza (flexi) – Autodromo nazionale di Monza (15 min) | –         | 105,41 km |
| Frazione 1 (19 nov) | PS7    | 18:27  | Grand Prix 1                                               | Monza                                                      | Monza                                                      | 10,29 km  | 105,41 km |
| Frazione 1 (19 nov) |        | 18:47  | Assistenza (flexi) – Autodromo nazionale di Monza (45 min) | Assistenza (flexi) – Autodromo nazionale di Monza (45 min) | Assistenza (flexi) – Autodromo nazionale di Monza (45 min) | –         | 105,41 km |
|                     |        |        |                                                            |                                                            |                                                            |           |           |
| Frazione 2 (20 nov) |        | 05:50  | Assistenza – Autodromo nazionale di Monza (15 min)         | Assistenza – Autodromo nazionale di Monza (15 min)         | Assistenza – Autodromo nazionale di Monza (15 min)         | –         | 108,24 km |
| Frazione 2 (20 nov) | PS8    | 07:38  | San Fermo 1                                                | Adrara San Rocco                                           | Grone                                                      | 14,80 km  | 108,24 km |
| Frazione 2 (20 nov) | PS9    | 08:33  | Selvino 1                                                  | Nembro                                                     | Cornalba                                                   | 24,93 km  | 108,24 km |
| Frazione 2 (20 nov) | PS10   | 11:08  | San Fermo 2                                                | Adrara San Rocco                                           | Grone                                                      | 14,80 km  | 108,24 km |
| Frazione 2 (20 nov) | PS11   | 12:03  | Selvino 2                                                  | Nembro                                                     | Cornalba                                                   | 24,93 km  | 108,24 km |
| Frazione 2 (20 nov) |        | 14:11  | Assistenza – Autodromo nazionale di Monza (40 min)         | Assistenza – Autodromo nazionale di Monza (40 min)         | Assistenza – Autodromo nazionale di Monza (40 min)         | –         | 108,24 km |
| Frazione 2 (20 nov) | PS12   | 15:09  | Sottozero 1                                                | Monza                                                      | Monza                                                      | 14,39 km  | 108,24 km |
| Frazione 2 (20 nov) |        | 15:34  | Assistenza (flexi) – Autodromo nazionale di Monza (15 min) | Assistenza (flexi) – Autodromo nazionale di Monza (15 min) | Assistenza (flexi) – Autodromo nazionale di Monza (15 min) | –         | 108,24 km |
| Frazione 2 (20 nov) | PS13   | 17:19  | Sottozero 2                                                | Monza                                                      | Monza                                                      | 14,39 km  | 108,24 km |
| Frazione 2 (20 nov) |        | 17:44  | Assistenza (flexi) – Autodromo nazionale di Monza (45 min) | Assistenza (flexi) – Autodromo nazionale di Monza (45 min) | Assistenza (flexi) – Autodromo nazionale di Monza (45 min) | –         | 108,24 km |
|                     |        |        |                                                            |                                                            |                                                            |           |           |
| Frazione 3 (21 nov) |        | 07:15  | Assistenza – Autodromo nazionale di Monza (15 min)         | Assistenza – Autodromo nazionale di Monza (15 min)         | Assistenza – Autodromo nazionale di Monza (15 min)         | –         | 39,53 km  |
| Frazione 3 (21 nov) | PS14   | 07:48  | Grand Prix 2                                               | Monza                                                      | Monza                                                      | 10,29 km  | 39,53 km  |
| Frazione 3 (21 nov) |        | 08:08  | Assistenza (flexi) – Autodromo nazionale di Monza (15 min) | Assistenza (flexi) – Autodromo nazionale di Monza (15 min) | Assistenza (flexi) – Autodromo nazionale di Monza (15 min) | –         | 39,53 km  |
| Frazione 3 (21 nov) | PS15   | 10:08  | Serraglio 1                                                | Monza                                                      | Monza                                                      | 14,62 km  | 39,53 km  |
| Frazione 3 (21 nov) |        | 10:30  | Assistenza (flexi) – Autodromo nazionale di Monza (15 min) | Assistenza (flexi) – Autodromo nazionale di Monza (15 min) | Assistenza (flexi) – Autodromo nazionale di Monza (15 min) | –         | 39,53 km  |
| Frazione 3 (21 nov) | PS16   | 12:18  | Serraglio 2 (power stage)                                  | Monza                                                      | Monza                                                      | 14,62 km  | 39,53 km  |
| Totale              | Totale | Totale | Totale                                                     | Totale                                                     | Totale                                                     | Totale    | 253,18 km |

## Risultati

### Classifica
| Pos.      | Nº       | Pilota                  | Co-pilota              | Auto                   | Squadra                 | Classe      | Tempo     | Distacco  | Punti    |
| Generale  | Generale | Generale                | Generale               | Generale               | Generale                | Generale    | Generale  | Generale  | Generale |
| --------- | -------- | ----------------------- | ---------------------- | ---------------------- | ----------------------- | ----------- | --------- | --------- | -------- |
| 1.        | 1        | Sébastien Ogier         | Julien Ingrassia       | Toyota Yaris WRC       | Toyota Gazoo Racing WRT | WRC         | 2h39'08"6 | –         | 26       |
| 2.        | 33       | Elfyn Evans             | Scott Martin           | Toyota Yaris WRC       | Toyota Gazoo Racing WRT | WRC         | 2h39'15"9 | +7"3      | 20       |
| 3.        | 6        | Dani Sordo              | Cándido Carrera        | Hyundai i20 Coupe WRC  | Hyundai Shell Mobis WRT | WRC         | 2h39'29"9 | +21"3     | 18       |
| 4.        | 11       | Thierry Neuville        | Martijn Wydaeghe       | Hyundai i20 Coupe WRC  | Hyundai Shell Mobis WRT | WRC         | 2h39'40"6 | +32"0     | 17       |
| 5.        | 2        | Oliver Solberg          | Elliott Edmondson      | Hyundai i20 Coupe WRC  | Hyundai 2C Competition  | WRC         | 2h40'40"6 | +1'32"0   | 10       |
| 6.        | 3        | Teemu Suninen           | Mikko Markkula         | Hyundai i20 Coupe WRC  | Hyundai Shell Mobis WRT | WRC         | 2h41'31"2 | +2'22"6   | 8        |
| 7.        | 18       | Takamoto Katsuta        | Aaron Johnston         | Toyota Yaris WRC       | Toyota Gazoo Racing WRT | WRC         | 2h41'43"1 | +2'34"5   | 10       |
| 8.        | 44       | Gus Greensmith          | Jonas Andersson        | Ford Fiesta WRC        | M-Sport Ford WRT        | WRC         | 2h41'58"8 | +2'50"2   | 4        |
| 9.        | 69       | Kalle Rovanperä         | Jonne Halttunen        | Toyota Yaris WRC       | Toyota Gazoo Racing WRT | WRC         | 2h43'58"2 | +4'49"6   | 2        |
| 10.       | 35       | Andrea Crugnola         | Pietro Elia Ometto     | Hyundai i20 N Rally2   | M-Sport Ford WRT        | RC2 / WRC-3 | 2h48'15"5 | +9'06"9   | 1        |
| WRC-2     |          |                         |                        |                        |                         |             |           |           |          |
| 1. (14.)  | 22       | Jari Huttunen           | Mikko Lukka            | Ford Fiesta Rally2     | M-Sport Ford WRT        | RC2 / WRC-2 | 2h49'28"6 | –         | 29       |
| 2. (16.)  | 20       | Andreas Mikkelsen       | Phil Hall              | Škoda Fabia Rally2 Evo | Toksport WRT            | RC2 / WRC-2 | 2h50'15"6 | +47"0     | 23       |
| 3. (35.)  | 25       | Enrico Brazzoli         | Manuel Fenoli          | Škoda Fabia Rally2 Evo | Movisport SRL           | RC2 / WRC-2 | 3h03'29"4 | +14'00"8  | 17       |
| 4. (58.)  | 21       | Marco Bulacia Wilkinson | Marcelo Der Ohannesian | Škoda Fabia Rally2 Evo | Toksport WRT            | RC2 / WRC-2 | 3h48'50"9 | +59'220"3 | 15       |
| WRC-3     |          |                         |                        |                        |                         |             |           |           |          |
| 1. (10.)  | 35       | Andrea Crugnola         | Pietro Elia Ometto     | Hyundai i20 N Rally2   | -                       | RC2 / WRC-3 | 2h48'15"5 | –         | 29       |
| 2. (11.)  | 27       | Yohan Rossel            | Jacques-Julien Renucci | Citroën C3 Rally2      | -                       | RC2 / WRC-3 | 2h48'19"5 | +4"0      | 23       |
| 3. (12.)  | 26       | Kajetan Kajetanowicz    | Maciej Szczepaniak     | Škoda Fabia Rally2 Evo | -                       | RC2 / WRC-3 | 2h48'22"6 | +7"1      | 18       |
| 4. (15.)  | 31       | Grégoire Munster        | Louis Louka            | Hyundai i20 N Rally2   | -                       | RC2 / WRC-3 | 2h49'47"0 | +1'31"5   | 12       |
| 5. (17.)  | 37       | Damiano De Tommaso      | Giorgia Ascalone       | Škoda Fabia Rally2 Evo | -                       | RC2 / WRC-3 | 2h50'26"9 | +2'11"4   | 10       |
| 6. (19.)  | 29       | Josh McErlean           | James Fulton           | Hyundai i20 N Rally2   | -                       | RC2 / WRC-3 | 2h50'56"0 | +2'40"5   | 9        |
| 7. (21.)  | 38       | Alessandro Perico       | Mauro Turati           | Škoda Fabia Rally2 Evo | -                       | RC2 / WRC-3 | 2h53'24"5 | +5'09"0   | 6        |
| 8. (24.)  | 28       | Chris Ingram            | Ross Whittock          | Škoda Fabia Rally2 Evo | -                       | RC2 / WRC-3 | 2h56'44"6 | +8'29"1   | 6        |
| 9. (25.)  | 39       | Alberto Dall'Era        | Edoardo Brovelli       | Volkswagen Polo GTI R5 | -                       | RC2 / WRC-3 | 2h56'55"9 | +8'40"4   | 2        |
| 10. (27.) | 42       | Marco Roncoroni         | Paolo Brusadelli       | Škoda Fabia R5         | -                       | RC2 / WRC-3 | 2h57'17"0 | +9'01"5   | 1        |

| Principali ritiri | Principali ritiri | Principali ritiri | Principali ritiri | Principali ritiri    | Principali ritiri | Principali ritiri | Principali ritiri | Principali ritiri |
| PS                | Nº                | Pilota            | Copilota          | Auto                 | Squadra           | Classe            | Causa             | Pos.              |
| ----------------- | ----------------- | ----------------- | ----------------- | -------------------- | ----------------- | ----------------- | ----------------- | ----------------- |
| PS 11             | 36                | Stefano Albertini | Danilo Fappani    | Hyundai i20 N Rally2 | -                 | RC2 / WRC-3       | Incidente         | 17º               |

Legenda
| Icona | Note                                                                                 |
| ----- | ------------------------------------------------------------------------------------ |
| WRC   | Equipaggio di classe WRC che può conquistare punti per il campionato costruttori     |
| WRC   | Equipaggio di classe WRC che non può conquistare punti per il campionato costruttori |
| WRC-2 | Equipaggio registrato al campionato WRC-2                                            |
| WRC-3 | Equipaggio registrato al campionato WRC-3                                            |
| JWRC  | Equipaggio registrato al campionato Junior WRC                                       |
|       | Ulteriori classificazioni                                                            |

### Prove speciali
| Frazione            | Prova | Ora   | Nome                      | Lunghezza | Vincitori                         | Tempo   | Velocità media | Leader del rally                 |
| ------------------- | ----- | ----- | ------------------------- | --------- | --------------------------------- | ------- | -------------- | -------------------------------- |
| Frazione 1 (19 nov) | PS1   | 07:31 | Gerosa 1                  | 10,96 km  | Sébastien Ogier Julien Ingrassia  | 6'42"8  | 97,95 km/h     | Sébastien Ogier Julien Ingrassia |
| Frazione 1 (19 nov) | PS2   | 08:16 | Costa Valle Imagna 1      | 22,11 km  | Elfyn Evans Scott Martin          | 12'59"0 | 102,18 km/h    | Sébastien Ogier Julien Ingrassia |
| Frazione 1 (19 nov) | PS3   | 10:20 | Gerosa 2                  | 6'53"3    | Sébastien Ogier Julien Ingrassia  | 10'04"4 | 99,81 km/h     | Sébastien Ogier Julien Ingrassia |
| Frazione 1 (19 nov) | PS4   | 11:08 | Costa Valle Imagna 2      | 22,11 km  | Sébastien Ogier Julien Ingrassia  | 12'48"0 | 103,64 km/h    | Sébastien Ogier Julien Ingrassia |
| Frazione 1 (19 nov) | PS5   | 13:45 | Cinturato 1               | 14,49 km  | Elfyn Evans Scott Martin          | 9'51"0  | 88,26 km/h     | Sébastien Ogier Julien Ingrassia |
| Frazione 1 (19 nov) | PS6   | 15:55 | Cinturato 2               | 14,49 km  | Elfyn Evans Scott Martin          | 9'51"0  | 88,26 km/h     | Elfyn Evans Scott Martin         |
| Frazione 1 (19 nov) | PS7   | 18:27 | Grand Prix 1              | 10,29 km  | Dani Sordo Cándido Carrera        | 5'18"7  | 116,23 km/h    | Elfyn Evans Scott Martin         |
|                     |       |       |                           |           |                                   |         |                |                                  |
| Frazione 2 (20 nov) | PS8   | 07:38 | San Fermo 1               | 14,80 km  | Thierry Neuville Martijn Wydaeghe | 9'15"4  | 95,93 km/h     | Sébastien Ogier Julien Ingrassia |
| Frazione 2 (20 nov) | PS9   | 08:33 | Selvino 1                 | 24,93 km  | Elfyn Evans Scott Martin          | 16'12"3 | 92,30 km/h     | Elfyn Evans Scott Martin         |
| Frazione 2 (20 nov) | PS10  | 11:08 | San Fermo 2               | 14,80 km  | Sébastien Ogier Julien Ingrassia  | 9'11"1  | 95,68 km/h     | Sébastien Ogier Julien Ingrassia |
| Frazione 2 (20 nov) | PS11  | 12:03 | Selvino 2                 | 24,93 km  | Sébastien Ogier Julien Ingrassia  | 16'07"6 | 92,75 km/h     | Sébastien Ogier Julien Ingrassia |
| Frazione 2 (20 nov) | PS12  | 15:09 | Sottozero 1               | 14,39 km  | Elfyn Evans Scott Martin          | 9'10"9  | 94,04 km/h     | Elfyn Evans Scott Martin         |
| Frazione 2 (20 nov) | PS13  | 17:19 | Sottozero 2               | 14,39 km  | Dani Sordo Cándido Carrera        | 9'10"7  | 94,07 km/h     | Sébastien Ogier Julien Ingrassia |
|                     |       |       |                           |           |                                   |         |                | Sébastien Ogier Julien Ingrassia |
| Frazione 3 (21 nov) | PS14  | 07:48 | Grand Prix 2              | 10,29 km  | Thierry Neuville Martijn Wydaeghe | 5'12"3  | 118,62 km/h    | Sébastien Ogier Julien Ingrassia |
| Frazione 3 (21 nov) | PS15  | 10:08 | Serraglio 1               | 14,62 km  | Thierry Neuville Martijn Wydaeghe | 10'10"1 | 86,27 km/h     | Sébastien Ogier Julien Ingrassia |
| Frazione 3 (21 nov) | PS16  | 12:18 | Serraglio 2 (power stage) | 14,62 km  | Thierry Neuville Martijn Wydaeghe | 10'10"1 | 87,08 km/h     | Sébastien Ogier Julien Ingrassia |

### Power stage
PS16: Serraglio 2 di 14,62 km, disputatasi domenica 21 novembre 2021 alle ore 12:18 (UTC+1).
| Pos. | No. | Pilota           | Co-pilota        | Squadra                 | Auto                  | Classe | Tempo   | Distacco | Punti pil/cop | Punti costr |
| ---- | --- | ---------------- | ---------------- | ----------------------- | --------------------- | ------ | ------- | -------- | ------------- | ----------- |
| 1    | 11  | Thierry Neuville | Martijn Wydaeghe | Hyundai Shell Mobis WRT | Hyundai i20 Coupe WRC | WRC    | 10'04"4 | –        | 5             | 5           |
| 2    | 18  | Takamoto Katsuta | Aaron Johnston   | Toyota Gazoo Racing WRT | Toyota Yaris WRC      | WRC    | 10'07"9 | +3"5     | 4             | -           |
| 3    | 6   | Dani Sordo       | Cándido Carrera  | Hyundai Shell Mobis WRT | Hyundai i20 Coupe WRC | WRC    | 10'08"0 | +3"6     | 3             | 3           |
| 4    | 33  | Elfyn Evans      | Scott Martin     | Toyota Gazoo Racing WRT | Toyota Yaris WRC      | WRC    | 10'08"0 | +3"6     | 2             | 2           |
| 5    | 1   | Sébastien Ogier  | Julien Ingrassia | Toyota Gazoo Racing WRT | Toyota Yaris WRC      | WRC    | 10'08"3 | +3"9     | 1             | 1           |

## Classifiche mondiali definitive
Classifica piloti
| Pos. | Pos. | Pilota                    | Punti |
| ---- | ---- | ------------------------- | ----- |
| 1    |      | Sébastien Ogier           | 230   |
| 2    |      | Elfyn Evans               | 207   |
| 3    |      | Thierry Neuville          | 176   |
| 4    |      | Kalle Rovanperä           | 142   |
| 5    |      | Ott Tänak                 | 128   |
| 6    | 2    | Dani Sordo                | 81    |
| 7    |      | Takamoto Katsuta          | 78    |
| 8    | 2    | Craig Breen               | 76    |
| 9    |      | Gus Greensmith            | 64    |
| 10   |      | Adrien Fourmaux           | 42    |
| 11   | 1    | Teemu Suninen             | 29    |
| 12   | 1    | Esapekka Lappi            | 22    |
| 13   | 2    | Oliver Solberg            | 22    |
| 14   | 1    | Mads Østberg              | 15    |
| 15   | 1    | Yohan Rossel              | 12    |
| 16   |      | Jari Huttunen             | 10    |
| 17   |      | Andreas Mikkelsen         | 10    |
| 18   |      | Pierre-Louis Loubet       | 6     |
| 19   |      | Onkar Rai                 | 6     |
| 20   |      | Pepe López                | 4     |
| 21   |      | Pieter-Jan-Michiel Cracco | 4     |
| 22   |      | Karan Patel               | 4     |
| 23   |      | Aleksej Luk'janjuk        | 4     |
| 24   | N    | Nil Solans                | 4     |
| 25   |      | Eric Camilli              | 3     |
| 26   |      | Jan Solans                | 2     |
| 27   |      | Carl Tundo                | 2     |
| 28   |      | Fabian Kreim              | 2     |
| 29   |      | Marco Bulacia Wilkinson   | 2     |
| 30   |      | Nikolaj Grjazin           | 2     |
| 31   |      | Emil Lindholm             | 1     |
| 32   |      | Vincent Verschueren       | 1     |
| 33   | N    | Andrea Crugnola           | 1     |

Classifica copiloti
| Pos. | Pos. | Pilota                   | Punti |
| ---- | ---- | ------------------------ | ----- |
| 1    |      | Julien Ingrassia         | 230   |
| 2    |      | Scott Martin             | 207   |
| 3    |      | Martijn Wydaeghe         | 176   |
| 4    |      | Jonne Halttunen          | 142   |
| 5    |      | Martin Järveoja          | 128   |
| 6    |      | Paul Nagle               | 76    |
| 7    |      | Daniel Barritt           | 66    |
| 8    |      | Chris Patterson          | 54    |
| 9    | 1    | Cándido Carrera          | 50    |
| 10   | 1    | Renaud Jamoul            | 36    |
| 11   | 1    | Mikko Markkula           | 29    |
| 12   | 1    | Janne Ferm               | 22    |
| 13   |      | Borja Rozada             | 20    |
| 14   | 5    | Elliott Edmondson        | 18    |
| 15   | 1    | Alexandre Coria          | 18    |
| 16   | 1    | Torstein Eriksen         | 15    |
| 17   | 18   | Aaron Johnston           | 12    |
| 18   | 2    | Carlos del Barrio        | 11    |
| 19   | 2    | Mikko Lukka              | 10    |
| 20   | 2    | Ola Fløene               | 8     |
| 21   | 1    | Sebastian Marshall       | 6     |
| 22   | 1    | Florian Haut-Labourdette | 6     |
| 23   | 1    | Drew Sturrock            | 6     |
| 24   | 1    | Craig Drew               | 6     |
| 25   | N    | Jonas Andersson          | 4     |
| 26   | 2    | Marc Martí               | 4     |
| 27   | 2    | Jasper Vermeulen         | 4     |
| 28   | 2    | Diego Vallejo            | 4     |
| 29   | 2    | Tauseef Khan             | 4     |
| 30   | 2    | Jaroslav Fëdorov         | 4     |
| 31   | 2    | Rodrigo Sanjuan          | 2     |
| 32   | 2    | Tim Jessop               | 2     |
| 33   | 2    | Frank Christian          | 2     |
| 34   | 2    | Maxime Vilmot            | 2     |
| 35   | 2    | Marcelo Der Ohannesian   | 2     |
| 36   | 2    | Konstantin Aleksandrov   | 2     |
| 37   | 1    | Reeta Hämäläinen         | 1     |
| 38   | 1    | François-Xavier Buresi   | 1     |
| 39   | 1    | Filip Cuvelier           | 1     |
| 40   | N    | Pietro Elia Ometto       | 1     |

Classifica costruttori WRC
| Pos. | Pos. | Squadra                 | Punti |
| ---- | ---- | ----------------------- | ----- |
| 1    |      | Toyota Gazoo Racing WRT | 520   |
| 2    |      | Hyundai Shell Mobis WRT | 462   |
| 3    |      | M-Sport Ford WRT        | 199   |
| 4    |      | Hyundai 2C Competition  | 68    |